# Ковалёв, Афанасий Фёдорович
Афанасий Фёдорович Ковалёв (бел. Апанас Фёдаравіч Кавалёў; 1903—1993) — председатель Совета народных комиссаров Белорусской ССР, депутат Верховного совета СССР 1-го созыва.

## Биография
Служил в частях особого назначения Рабоче-крестьянской Красной армии. С 1926 член ВКП(б), на советской и партийной работе в Борисовском районе Белорусской ССР.
В 1931 г. окончил Витебский кооперативный техникум, в 1932 г. Ленинградские высшие педагогические курсы. С 1932 по 1934 гг. — преподаватель Витебского кооперативного техникума.
С 1934 г. секретарь комитета КП(б) Беларуси Витебской швейной фабрики «Знамя индустриализации». Затем до сентября 1937 г. инструктор, заместитель заведующего отделом культуры и пропаганды ленинизма Витебского городского комитета КП(б) Белорусской ССР, 1-й секретарь Витебского городского комитета КП(б) Белорусской ССР.
С сентября 1937 г. по июль 1938 г. председатель Совета народных комиссаров Белорусской ССР. С января по ноябрь 1938 г. член Бюро ЦК КП(б) Белорусской ССР, с июня 1938 г. по январь 1939 г. член ЦК КП(б) Белорусской ССР, председатель Организационного комитета президиума Верховного совета Белорусской ССР по Минской области. Избирался депутатом Верховного Совета СССР 1-го созыва, депутатом Верховного совета Белорусской ССР 1-го созыва.
25 января 1939 г. был арестован (по автобиографическим данным с санкции П.К. Пономаренко и Л.Ф. Цанавы). Находился в Минской тюрьме; на следствии, невзирая не незаконные методы давления, вины за собой не признал. 17 и 19 мая 1940 г. состоялся суд в г. Москве. В октябре 1940 г. прокурор СССР по надзору за судебно-следственными органами вынес решение об освобождении А. Ф. Ковалёва из тюрьмы ввиду отсутствия состава преступления. Постановление было умышленно скрыто, и в мае 1941 г. он был переведен в Плоцкую тюрьму (г. Минск). В июне 1941 г. политические заключённые из Плоцкой тюрьмы были эвакуированы в г. Тобольск Омской области (с 1944 г. — Тюменской области), Афанасий Фёдорович находился в тюрьме № 5 г. Тобольска.
Только 7 апреля 1942 г. начальник тюрьмы зачитал А. Ф. Ковалёву постановление о прекращении дела из-за отсутствия состава преступления. Свидетельские показания против А. Ф. Ковалёва также были даны под давлением, впоследствии все участники дела от своих показаний отказались. 9 апреля 1942 г. освобождён из-под стражи, работал директором заготовительной конторы Дубровинского райпотребсоюза (Дубровинский район Омской области).
В марте 1943 г. реабилитирован с восстановлением непрерывного партийного стажа, а также восстановлен в статусе депутата Верховного совета СССР. С августа 1944 г. работал заместителем председателя правления республиканского Союза потребкооперации в Молдавской ССР и Белорусской ССР. В 1949 г. учился в Московском заочном институте советской торговли. В 1947—1960 работал заместителем председателя правления Белкоопсоюза.

## Награды
Награждён медалями «За доблестный труд в Великой Отечественной войне», «За доблестный труд. В ознаменование 100-летия со дня рождения В. И. Ленина», «30 лет Победы в Великой Отечественной войне 1941—1945 гг.», «40 лет Победы в Великой Отечественной войне 1941—1945 гг.», «Ветеран труда», тремя почётными грамотами Верховного совета БССР.

## Память
- Мемориальная доска.[2]
- Личный архив.[3]